# Lista de deputados estaduais de Minas Gerais da 9.ª legislatura
Esta é uma lista de deputados estaduais de Minas Gerais eleitos para a 9ª Legislatura. São relacionados o nome civil dos parlamentares que assumiram o cargo em 1979, cujo mandato expirou em 1983.

## Composição das bancadas
| Partido | Líder          | Bancada | Posição  |
| ------- | -------------- | ------- | -------- |
| ARENA   | Mário Assad    | 42 / 71 | Governo  |
| MDB     | Ziza Valadares | 29 / 71 | Oposição |

## Relação
| Nome                                     | Partido | Observações |
| ---------------------------------------- | ------- | --- |
| Ademir Lucas Gomes                       | MDB     | |
| Amilcar Campos Padovani                  | MDB     | |
| Antônio Milton Salles                    | ARENA   | |
| Artur Fagundes de Oliveira               | ARENA   | |
| Camilo Machado de Miranda                | ARENA   | |
| Carlos José Lemos                        | ARENA   | |
| Cássio Gonçalves                         | MDB     | |
| Cícero Dumont                            | ARENA   | |
| Cyro de Aguiar Maciel                    | ARENA   | |
| Cleuber Brandão Carneiro                 | ARENA   | |
| Dalton Moreira Canabrava                 | MDB     | |
| Delfim de Carvalho Ribeiro               | ARENA   | |
| Dênio Moreira de Carvalho                | ARENA   | Licenciou-se para ocupar o cargo de Secretário de Estado do Interior e Justiça, sendo substituído por Hildebrando Canabrava Rodrigues no período de 19/3/1979 a 15/2/1982.                                                                 |
| Domingos Sávio Teixeira Lanna            | ARENA   | |
| Elmo Braz Soares                         | MDB     | |
| Emílio Eddstone Duarte Gallo             | ARENA   | |
| Emílio Haddad Filho                      | MDB     | |
| Euclides Pereira Cintra                  | ARENA   | |
| Eurípedes Craide                         | MDB     | |
| Fábio Vasconcellos                       | ARENA   | |
| Fernando Junqueira Reis de Andrade       | ARENA   | |
| Fúlvio Márcio Fontoura                   | ARENA   | |
| Genésio Bernardino de Souza              | MDB     | |
| Geraldo da Costa Pereira                 | MDB     | |
| Hélio Pereira de Resende                 | ARENA   | |
| Humberto de Almeida                      | ARENA   | Licenciou-se para ocupar o cargo de Secretário de Estado do Governo, sendo substituído por Roberto Luiz Soares de Mello no período de 19/3/1979 a 13/5/1982. Faleceu, sendo substituído por Galba Magalhães Veloso a partir de 25/11/1982. |
| Jésus Trindade Barreto                   | ARENA   | |
| João Carlos Ribeiro de Navarro           | ARENA   | |
| João de Araújo Ferraz                    | ARENA   | |
| João Gomes Moreira                       | MDB     | |
| João Pedro Gustin                        | ARENA   | Licenciou-se para ocupar o cargo de Secretário de Estado do Trabalho, Ação Social e Desportos, sendo substituído por Mário Pacheco no período de 19/3/1979 a 13/5/1982.                                                                    |
| João Pinto Ribeiro                       | MDB     | |
| Joaquim Roberto Leão Borges              | ARENA   | |
| José Bonifácio Tamm de Andrada           | ARENA   | |
| José Ferraz Caldas                       | MDB     | |
| José Geraldo de Oliveira                 | ARENA   | |
| José Laviola Matos                       | ARENA   | Substituído por Mário Pacheco no período de 14/5 a 10/9/1982. |
| José Mendes Honório                      | ARENA   | |
| José Neif Jabur                          | MDB     | |
| José Nélson de Carvalho                  | MDB     | |
| José Pereira da Silva                    | MDB     | |
| José Santana de Vasconcelos Moreira      | ARENA   | |
| Juarez Quintão Hosken                    | ARENA   | |
| Kemil Said Kumaira                       | MDB     | |
| Lourival Brasil Filho                    | ARENA   | Licenciou-se para ocupar o cargo de Secretário de Estado do Interior e Justiça, sendo substituído por Hildebrando Canabrava Rodrigues a partir de 16/2/1982.                                                                               |
| Luiz Alberto Franco Junqueira            | MDB     | |
| Luiz Alberto Rodrigues                   | MDB     | |
| Luiz Otávio Motta Valadares              | MDB     | |
| Luiz Vicente Ribeiro Calicchio           | ARENA   | |
| Marcelo Caetano Melo                     | MDB     | |
| Mário Assad                              | ARENA   | |
| Milton de Lima Filho                     | MDB     | |
| Narcélio Mendes Ferreira                 | ARENA   | |
| Narciso Paulo Michelli                   | ARENA   | |
| Nílson Gontijo Santos                    | MDB     | |
| Oscar Dias Corrêa Júnior                 | ARENA   | |
| Otacílio Oliveira de Miranda             | ARENA   | |
| Paulo Eduardo Ferraz                     | MDB     | |
| Pedro Narciso                            | MDB     | |
| Rafael Caio Nunes Coelho                 | ARENA   | Substituído por Mário Pacheco no período de 11/9/1982 a 10/1/1983. |
| Raimundo Silva de Albergaria             | ARENA   | |
| Renato de Freitas                        | ARENA   | |
| Roberto Benedito Junqueira               | ARENA   | |
| Ronaldo Passos Canedo                    | ARENA   | |
| Rufino da Silva Neto                     | MDB     | |
| Ruy da Costa Val                         | ARENA   | Licenciou-se para ocupar o cargo de Secretário de Estado do Trabalho, Ação Social e Desportos, sendo substituído por Roberto Luiz Soares de Mello a partir de 14/5/1982.                                                                   |
| Sebastião Mendes Barros                  | MDB     | |
| Sérgio Emílio Brant de Vasconcelos Costa | MDB     | |
| Sergio Olavo Costa                       | MDB     | Faleceu, sendo substituído por Geraldo Pereira Sobrinho a partir de 21/10/1980. |
| Sylo da Silva Costa                      | ARENA   | |
| Wilson Vaz                               | MDB     | |